# Lars Børke
Lars Børke född 19 februari 1947 död 28 april 2007 var en norsk sångare, låtskrivare och kompositör.
Børke började sin karriär redan under skoltiden och skivdebuterade med singeln "Maria" 1974, som två år senare blev ett av spåren på LP:n "Mayday". Efter hand etablerade han sig som studiomusiker och kompositör i Oslo. Han är känd som upphovsmannen till sången Innerst i sjelen tillsammans med Ole Paus.